# Leucochrysa amistadensis
Leucochrysa amistadensis är en insektsart som beskrevs av Penny 2001. Leucochrysa amistadensis ingår i släktet Leucochrysa och familjen guldögonsländor. Inga underarter finns listade i Catalogue of Life.